# 西山钟楼
西山钟楼位於重慶市萬州區西山公園，文物遺址年代為1931年，2000年9月7日列為第一批重慶市文物保護單位。2019年10月7日公布为第八批全国重点文物保护单位。